# Rotundovaldivia latidens
Rotundovaldivia latidens är en kräftdjursart som först beskrevs av Alphonse Milne-Edwards 1869.  Rotundovaldivia latidens ingår i släktet Rotundovaldivia och familjen Trichodactylidae. IUCN kategoriserar arten globalt som livskraftig. Inga underarter finns listade i Catalogue of Life.